# UFIP
Ufip-Becken sind hochwertige, in Italien (Pistoia, Toscana) gefertigte Schlagzeug-Becken, die ear-created sind. Dies bedeutet, dass die einzelnen Becken hauptsächlich manuell unter ständiger Kontrolle eines geschulten Gehörs gefertigt werden. Der Name UFIP ist ein Akronym und setzt sich folgendermaßen zusammen: S.A. Unione Fabbricanti Italiani Piatti Musicali e Tam Tams.
Als weltweit einziger Hersteller setzt UFIP zur Herstellung der Cymbals das Rotocasting® Verfahren ein. Dabei wird die flüssige B20 Legierung in eine rotierende Form gegossen. Dadurch hat bereits der Rohling eine Glocke, sie muss nicht wie bei anderen Verfahren gestanzt oder gehämmert werden.
Neben den im Rotocasting Verfahren hergestellten Serien (Class, Class Brilliant, Bionic, Extatic, Experience, Rough, Natural) werden Becken aus Sheet-Bronze angeboten (Supernova, Tiger) und Messing (M8). Auch diese Becken werden von Hand gehämmert und abgedreht.
Einen besonders reinen und klaren, höhenreichen Klang haben die Becken der Natural-Serie, die durch ihre matte, unpolierte Machart zudem ein sehr interessantes Aussehen haben.
Es wurden namhafte Orchester wie die Scala in Mailand, das Metropolitan Opera House in New York und das London Symphony Orchestra mit UFIP-Becken ausgestattet.